# Коропцов, Михаил Дмитриевич
Михаи́л Дми́триевич Коропцо́в (20 августа 1939 — 13 декабря 2007) — советский и российский оператор игрового и неигрового кино.

## Биография
Родился в Москве в семье служащих. По окончании школы поступил на операторский факультет ВГИКа в мастерскую Л. В. Косматова.
На время студенческой производственной практики был распределён в операторскую группу картины «Они шли на Восток» (1961).
По окончании института в 1961 году также работал на «Мосфильме» на картинах «Монета (1962)», «Добро пожаловать, или Посторонним вход воспрещён» (1964), «Скверный анекдот» (1966) (на двух последних — в качестве второго оператора). В дальнейшем — оператор-постановщик. Кроме фильмов вместе с режиссёром А. Мкртчяном участвовал в создании нескольких выпусков киножурнала «Фитиль». Сотрудничал с ТО «Экран».
Член Союза кинематографистов СССР (Москва).
Скончался 13 декабря 2007 года в Москве. Похоронен на Рогожском кладбище.

### Семья
- отец — Дмитрий Порфирьевич Коропцов, до Великой Отечественной войны бывший заместителем директора «Мосфильма»
- жена — Татьяна Юрьевна Коропцова, переводчик и преподаватель МГПИИЯ имени М. Тореза

- сын — Максим (род. 1966), российский продюсер, соучредитель студии «Рекун» (1996), студии «Мармот-Фильм» (2010)
- приёмный сын (на самом деле — внук, сын Максима Коропцова) — Евгений (род. 1985), фотограф.

## Фильмография
- 1966 — Одни (совместно с М. Сусловым)
- 1967 — Лунные ночи (совместно с В. Захарчуком)
- 1970 — Опекун
- 1973 — Земля Санникова
- 1975 — Родины солдат
- 1976 — Трудный день – понедельник
- 1977 —  Мой Геленджик (документальный)
- 1978 — Лекарство против страха
- 1979 — Антарктическая повесть
- 1980 — Такие же, как мы!
- 1982 — Путешествие будет приятным
- 1985 — Законный брак
- 1988 — Сказочный мир Александра Птушко (короткометражный)[8]
- 1990 — Захочу — полюблю
- 1991 — Исчадье ада (совместно с В. Эпштейном-Стрельцыным)
- 1992 — Звёзды на море
- 1994 — Время любить и время ненавидеть (документальный)
- 1995 — Бульварный роман (совместно с В. Фастенко)
- 1997 — На заре туманной юности
- 1999 — Опять надо жить
- 2002 — Жизнь и смерть Петра Аркадьевича Столыпина (документальный)
- 2003 — Покаянная любовь